# Грузия на зимних Олимпийских играх 2022
Грузия на зимних Олимпийских играх 2022 года будет представлена 9 спортсменами в 3 видах спорта. На церемонии открытия Игр право нести национальный флаг было доверено горнолыжнице Нино Циклаури и фигуристу Морису Квителашвили.

## Состав сборной
Горнолыжный спорт
1. Сосо Джафаридзе
2. Нино Циклаури

 Санный спорт
1. Саба Кумариташвили

 Фигурное катание
1. Лука Берулава
2. Морис Квителашвили
3. Георгий Ревия
4. Анастасия Губанова
5. Мария Казакова
6. Карина Сафина

## Результаты соревнований

### Коньковые виды спорта

#### Фигурное катание
Большинство олимпийских лицензий на Игры 2022 года были распределены по результатам выступления спортсменов в рамках чемпионата мира 2021 года. По его итогам сборная Грузии смогла завоевать по квоте в женском одиночном катании и мужском одиночном катании. Ещё по квоте в парном катании и танцах на льду можно было получить, успешно выступив на турнире Nebelhorn Trophy, где нужно было попасть в число 3-6 сильнейших в зависимости от дисциплины. По итогам соревнований грузинские пары заняли третьи места в парном катании и танцах на льду
. Также сборная получила право выступить в командных соревнованиях.
| Соревнование              | Спортсмены                     | Короткая программа | Короткая программа | Произвольная программа | Произвольная программа | Всего        | Всего |
| Соревнование              | Спортсмены                     | Сумма баллов       | Место              | Сумма баллов           | Место                  | Сумма баллов | Место |
| ------------------------- | ------------------------------ | ------------------ | ------------------ | ---------------------- | ---------------------- | ------------ | ----- |
| мужское одиночное катание | Морис Квителашвили             |                    |                    |                        |                        |              |       |
| женское одиночное катание | Анастасия Губанова             |                    |                    |                        |                        |              |       |
| парное катание            | Карина Сафина / Лука Берулава  |                    |                    |                        |                        |              |       |
| танцы на льду             | Мария Казакова / Георгий Ревия |                    |                    |                        |                        |              |       |

Командные соревнования
| Соревнование           | Спортсмены                                                                                         | Короткая программа | Короткая программа | Короткая программа | Короткая программа | Произвольная программа | Произвольная программа | Произвольная программа | Произвольная программа | Всего     | Всего |
| Соревнование           | Спортсмены                                                                                         | Мужчины            | Женщины            | Пары               | Танцы              | Мужчины                | Женщины                | Пары                   | Танцы                  | Результат | Место |
| ---------------------- | -------------------------------------------------------------------------------------------------- | ------------------ | ------------------ | ------------------ | ------------------ | ---------------------- | ---------------------- | ---------------------- | ---------------------- | --------- | ----- |
| командные соревнования | Морис Квителашвили Анастасия Губанова Карина Сафина / Лука Берулава Мария Казакова / Георгий Ревия | -е место очков     | -е место очков     | -е место очков     | -е место очков     | -е место очков         | -е место очков         | -е место очков         | -е место очков         |           |       |

### Лыжные виды спорта

#### Горнолыжный спорт
Квалификация спортсменов для участия в Олимпийских играх осуществлялась на основании специального квалификационного рейтинга FIS по состоянию на 16 января 2022 года. При этом НОК для участия в Олимпийских играх мог выбрать только того спортсмена, который вошёл в топ-500 олимпийского рейтинга в своей дисциплине, и при этом имел определённое количество очков, согласно квалификационной таблице. Страны, не имеющие участников в числе 500 сильнейших спортсменов, могли претендовать только на квоты категории «B» в технических дисциплинах. По итогам квалификационного отбора сборная Грузии завоевала 2 олимпийских лицензий.
Мужчины
| Соревнование      | Спортсмены      | Скоростной спуск/ 1 спуск | Скоростной спуск/ 1 спуск | Слалом/ 2 спуск | Слалом/ 2 спуск | Всего | Место | Отставание |
| Соревнование      | Спортсмены      | Время                     | Место                     | Время           | Место           | Всего | Место | Отставание |
| ----------------- | --------------- | ------------------------- | ------------------------- | --------------- | --------------- | ----- | ----- | ---------- |
| слалом            | Сосо Джафаридзе |                           |                           |                 |                 |       |       |            |
| гигантский слалом | Сосо Джафаридзе | Не финишировал            | Не финишировал            | —               | —               | —     | —     | —          |

Женщины
| Соревнование      | Спортсмены    | Скоростной спуск/ 1 спуск | Скоростной спуск/ 1 спуск | Слалом/ 2 спуск | Слалом/ 2 спуск | Всего | Место | Отставание |
| Соревнование      | Спортсмены    | Время                     | Место                     | Время           | Место           | Всего | Место | Отставание |
| ----------------- | ------------- | ------------------------- | ------------------------- | --------------- | --------------- | ----- | ----- | ---------- |
| слалом            | Нино Циклаури |                           |                           |                 |                 |       |       |            |
| гигантский слалом | Нино Циклаури |                           |                           |                 |                 |       |       |            |

### Санный спорт
Квалификация спортсменов для участия в Олимпийских играх осуществлялась на основании рейтинга Кубка мира FIL по состоянию на 10 января 2022 года. По его результатам сборная Грузии смогла завоевать квоту в мужских одиночных санях.
Мужчины
| Соревнование | Спортсмены         | 1 заезд   | 1 заезд | 2 заезд   | 2 заезд | 3 заезд   | 3 заезд | 4 заезд   | 4 заезд | Итоговый результат | Итоговое место | Отставание |
| Соревнование | Спортсмены         | Результат | Место   | Результат | Место   | Результат | Место   | Результат | Место   | Итоговый результат | Итоговое место | Отставание |
| ------------ | ------------------ | --------- | ------- | --------- | ------- | --------- | ------- | --------- | ------- | ------------------ | -------------- | ---------- |
| одиночки     | Саба Кумариташвили |           |         |           |         |           |         |           |         |                    |                |            |